# Necarne Castle

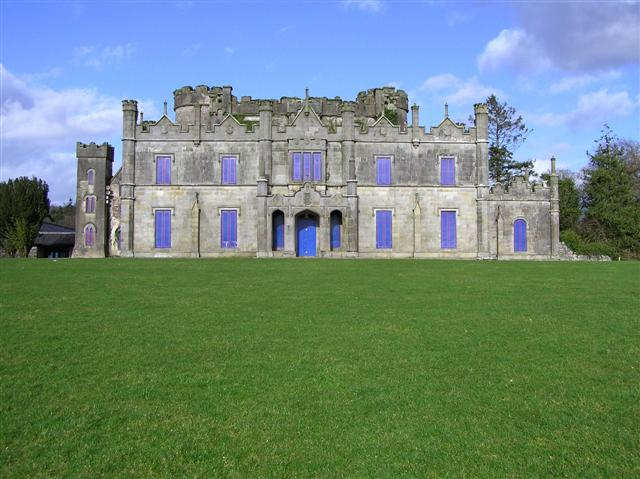
Necarne Castle im März 2007

Necarne Castle (irisch Na Cairn, früher auch Castle Irvine; Caisleán an Irbhinigh) genannt, ist eine Burg im Townland Castle Irvine Demesne in der Nähe der Stadt Irvinestown im nordirischen County Fermanagh. Es liegt nur wenige Kilometer vom Lough Erne entfernt.

## Geschichte
Edward Warde war 1610 einer der ersten Bauherren auf dem Land um Irvinestown zur Zeit der Kolonisierung von Ulster. Solche Bauherren unternahmen damals den Bau eines Hauses und einer Bawn (Kurtine) auf dem Grund, den ihnen die britische Verwaltung überließ, und nahmen nur britische Pächter (24 Mann je 4 km²), um den Landesherren eine Reihe bewaffneter Männer zur Verfügung stellen zu können. Wardes Patent wurde mit dem Datum 13. Mai 1611 ausgestellt. Damals hieß das Land Nakarney oder Nakarna. Das Land wechselte einige Male den Besitzer, bis es Gerard Lowther 1615 erwarb.
Major George Marcus Irvine, geboren am 26. November 1760 auf Castle Irvine, heiratete am 31. März 1788 Elizabeth d’Arcy. Sie war die Tochter von Richter d’Arcy Irvien aus Dummow Castle im County Meath. Die d’Arcy Irviens aus Dummow Castle waren Nachkommen der Barone d’Arcy. Charles Cockburn d’Arcy Irvien verkaufte schließlich Necarne Castle.
Später gehörte Necarne Castle der Familie Kennedy. Im Zweiten Weltkrieg wurde die Burg als britisches und US-amerikanisches Armeehospital genutzt. In dieser Zeit entstand auch ein kleiner Friedhof für Angehörige der Royal Air Force, die in der Atlantikschlacht fielen.
Heute befindet sich auf dem Gelände ein Reitstall.

## Legende
Es gab stets Spekulationen über die Herkunft des Namens Necarne. Eine Legende besagt, dass Hugh Roe O’Donnell, ein irischer Häuptling, sich auf einem seiner Märsche zur Disziplinierung der O’Briens befand, die mit den Engländern kooperierten. Da bemerkte er eine Festung an seiner linken Flanke und befahl seinen Männern, sie auszukundschaften. Sie kamen zurück und sagten „Ni carn e“ (dt.: Es gibt dort kein Gebäude). So entstand der Name Necarne.